# Arrondissement de Main-Kinzig
L'arrondissement de Main-Kinzig (Main-Kinzig-Kreis en allemand) est un arrondissement allemand de Hesse, situé dans le district de Darmstadt. Son chef-lieu est Gelnhausen.

## Villes, communes et communautés d'administration
(nombre d'habitants au 31/12/2008)
| Communes - 1. Hanau (88 245) - 2. Maintal (37 740) - 3. Gelnhausen (21 511) - 4. Bruchköbel (20 621) - 5. Nidderau (19 894) - 6. Schlüchtern (16 933) - 7. Bad Soden-Salmünster (13 547) - 8. Langenselbold (13 421) - 9. Wächtersbach (12 423) - 10. Steinau an der Straße (10 940) - 11. Bad Orb (9 857) | Gemeinden - 1. Freigericht (14 809) - 2. Gründau (14 704) - 3. Erlensee (12 805) - 4. Schöneck (11 903) - 5. Rodenbach (11 172) - 6. Linsengericht (9 872) - 7. Sinntal (9 352) - 8. Biebergemünd (8 343) - 9. Hasselroth (7 304) - 10. Großkrotzenburg (7 373) - 11. Birstein (6 490) - 12. Brachttal (5 195) - 13. Neuberg (5 224) - 14. Hammersbach (4 801) - 15. Jossgrund (3 604) - 16. Niederdorfelden (3593) - 17. Ronneburg (3 253) - 18. Flörsbachtal (2 527) |